# Kiss Károly (katonatiszt)
Kiss Károly (Buda, 1793. augusztus 12. – Pest, 1866. február 17.) katonatiszt, hadtudós, hadtörténész, költő, író, a Magyar Tudományos Akadémia rendes tagja. Katonatisztként részt vett a napóleoni háborúk több ütközetében, majd az 1848–1849-es szabadságharcban is fontos szerepet vállalt mint a nemzetőrség szervezésével megbízott főtiszt. Fiatalabb korában a pest-budai irodalmi élet jeles alakjai közé tartozott, később a török elleni háborúk hadtörténeti vizsgálatával és általános hadtudományi munkáival tüntette ki magát. Egyebek mellett a nevéhez fűződik az első magyar nyelvű hadászati műszótár megírása.

## Életútja
Egy római katolikus kisnemesi családban született. Apja, Kiss József, előbb a budai Császár fürdő tulajdonosa, majd 1814 és 1824 között Szeged polgármestere, anyja, Szerenka Julianna asszony volt. Gyermekkorát Algyőn töltötte, Budán és Szegeden végezte tanulmányait, majd 1809-től a 37. magyar gyalogezredben volt kadét. Az Osztrák Császárság katonájaként 1813 augusztusában részt vett a Napóleon serege ellen vívott drezdai és kulmi ütközetekben, majd októberben a Lipcse mellett vívott „népek csatájában”, s még ugyanebben az évben zászlóssá léptették elő. 1815-ben a közreműködésével szervezett zászlóaljjal itáliai és dél-franciaországi hadszíntereken harcolt I. Joachim nápolyi király és Napóleon hadai ellen. Részt vett a július 2-ai Les Rousses-i ütközetben, majd októberben hadnaggyá léptették elő. 1816-tól ezredével Galíciában állomásozott, 1824-től főhadnagyi rangban a budai gránátoszászlóaljban, 1827-től a 27. gyalogezred nagyváradi 3. zászlóaljában, 1830 után pedig ugyancsak a 27. ezred szegedi és gyulai hadfogó parancsnokságán teljesített szolgálatot. 1831-ben a nagyváradi katonai nevelőintézet igazgatójává nevezték ki, majd 1835-ben századosi rangban Lembergbe helyezték át. Miután felettesei rosszallották a reformeszmék iránti rokonszenvét és irodalmi törekvéseit, 1837-ben nyugdíjazását kérte.
Ezt követően Pesten telepedett be, s bekapcsolódott a székesfőváros kulturális-tudományos életébe. Az elkövetkező évtizedben közeli kapcsolatba került többek között Kossuth Lajossal, Deák Ferenccel és Eötvös Józseffel. 1845-ben tevékenyen közreműködött a budai polgári őrhad megalapításában, kiképzésében és szolgálati szabályzatának megszövegezésében. 1848 márciusában a főhadikormányszék felkérésére a nemzetőrség megszervezésébe fogott, áprilisban az Országos Nemzetőrségi Haditanács tanácsosává és politikai osztályának főnökévé nevezték ki. Júliusban címzetes nemzetőr őrnagyi rangot kapott, majd szeptembertől már nemzetőr alezredesi, októbertől pedig honvéd alezredesi rangban a haditanács ideiglenes elnöki tisztét töltötte be. Az ő javaslatára lett a szabadságharc magyar katonáinak neve honvéd. Novemberben a belügyminisztérium nemzetőrségi osztályának főnökévé nevezték ki, s e tisztségében maradt azután is, hogy 1849 januárjában a kormány Debrecenbe költözött. 1849 elején meglévő munkájával párhuzamosan megbízták a katonanevelési osztály vezetésével is, feladatait 1849 májusa után ezredesi rangban látta el.
A szabadságharc leverését követően fogságba került, s 1849 novemberében tízévi várfogságra ítélték. Végül csak nyolc hónapot töltött le az aradi börtönben, amikor 1850 júliusában amnesztiával kiszabadult. Katonai rangjától és nyugdíjától megfosztva Pesten telepedett le, s hátra lévő éveit hadtörténeti kutatásainak szentelte.

## Munkássága
Kadétként ismerkedett meg az akkor már főhadnagyi rangban szolgáló Kisfaludy Károllyal, az 1820-as években pedig Szontagh Gusztávval, akik a kezdetektől pártolták irodalmi törekvéseit. Az 1820-as években – Budán szolgáló gránátos főhadnagyként – ismeretséget kötött a kor irodalmi életének nagy alakjaival, Virág Benedekkel, Vitkovics Mihállyal, Döbrentei Gáborral és Thaisz Andrással. Első verse 1823-ban jelent meg nyomtatásban, s az 1830-as évekig több versét és elbeszélését adták közre a korszak nagynevű irodalmi folyóiratai (Felső-magyarországi Minerva, Hebe, Muzárion, Sas, Uránia, Társalkodó stb.). Emellett a Kisfaludy Károly szerkesztette Aurora állandó munkatársa volt, s baráti kapcsolatokat ápolt Fáy Andrással, Vörösmarty Mihállyal, Bajza Józseffel és Toldy Ferenccel.
Szépirodalmi tevékenységét azonban az 1830-as évektől egyre inkább hadtörténeti, hadtudományi tanulmányai váltották fel. Behatóan tanulmányozta Hunyadi János hadjáratait, s hadászati szempontból is mélyrehatóan elemezte a várnai (1444), rigómezei (1448) és nándorfehérvári csatákat (1456), valamint több török ellen vívott ütközetet (Nikápoly, 1396; Mohács, 1526; Kőszeg, 1532; Palota, 1566; stb.). Érdeklődése kiterjedt a 18–19. századok fordulójának hadtörténetére, a francia forradalom harcaira és a napóleoni háborúkra is. 1840-ben elhangzott akadémiai székfoglalójának témájául ugyancsak eme újabb korok hadtörténelme szolgált (Mi okozta a franczia köztársaság harcznyereségeit, mi adott olly hatalmas befolyású sikert?).
Munkásságával jelentős mértékben hozzájárult a magyar katonai műnyelv megteremtéséhez. 1843-ban ő készítette el az első magyar nyelvű hadtudományi szakszótárt, s magyarra fordította Károly főherceg A stratégia elvei című, háromkötetes hadtudományi munkáját (1861–1863). Az Egyetemes magyar encyclopaedia hadtudományi szócikkeinek szerzője volt, hadtörténeti munkáival rendszeresen jelentkezett a Tudományos Gyűjtemény és az Akadémiai Értesítő folyóiratokban.

## Társasági tagságai és elismerései
Szépirodalmi és hadtörténeti tevékenysége elismeréséül 1831-ben a Magyar Tudós Társaság levelező, 1840-ben rendes tagjává választották. 1842-től rendes tagként a Kisfaludy Társaság munkájában is részt vett.

## Főbb művei
- Hadi műszótár: Magyar-németül és német-magyarul. Pest, 1843
- Olvasmányok a hadi történelemből. Pest, 1845
- A magyar nemzetőr-seregnek kötelező és fegyvergyakorlati szabályai. Pest, 1848
- A várnai ütközet strategiai szempontból. in: Akadémiai Értesítő 1854
- A hadi történészet. in: Új Magyar Múzeum 1856
- Hunyadi János utolsó hadjárata Bolgár és Szerbországban 1454-ben, s Nandorfejérvár fölmentése a török táboritásától 1456. Pest, 1857
- Magyar alvitézek hőstettei az újabb üdőszakban. Szerk. Juhász István. Budapest, Magvető, 1984, 369 p. = Magyar Hírmondó

## További irodalom
- Toldy Ferenc: Gyászbeszéd Kis Károly felett. in: Toldy Ferenc összegyűjtött munkái VI. Pest, 1872
- Tihanyi Károly: Kiss Károly irodalmi munkássága. Budapest, 1938
- Ács Tibor: Tudós és katona: Kiss Károly élete és hadtudományi munkássága 1793–1866. Budapest, Zrínyi, 1982, 145 p.
- Ács Tibor: Kiss Károly. Budapest, Akadémiai, 1986, 190 p. = A Múlt Magyar Tudósai
- Ács Tibor: Kiss Károly (1793–1866). Budapest, Bolyai János Katonai Műszaki Főiskola, 1995, 32 p.